# Funkraum

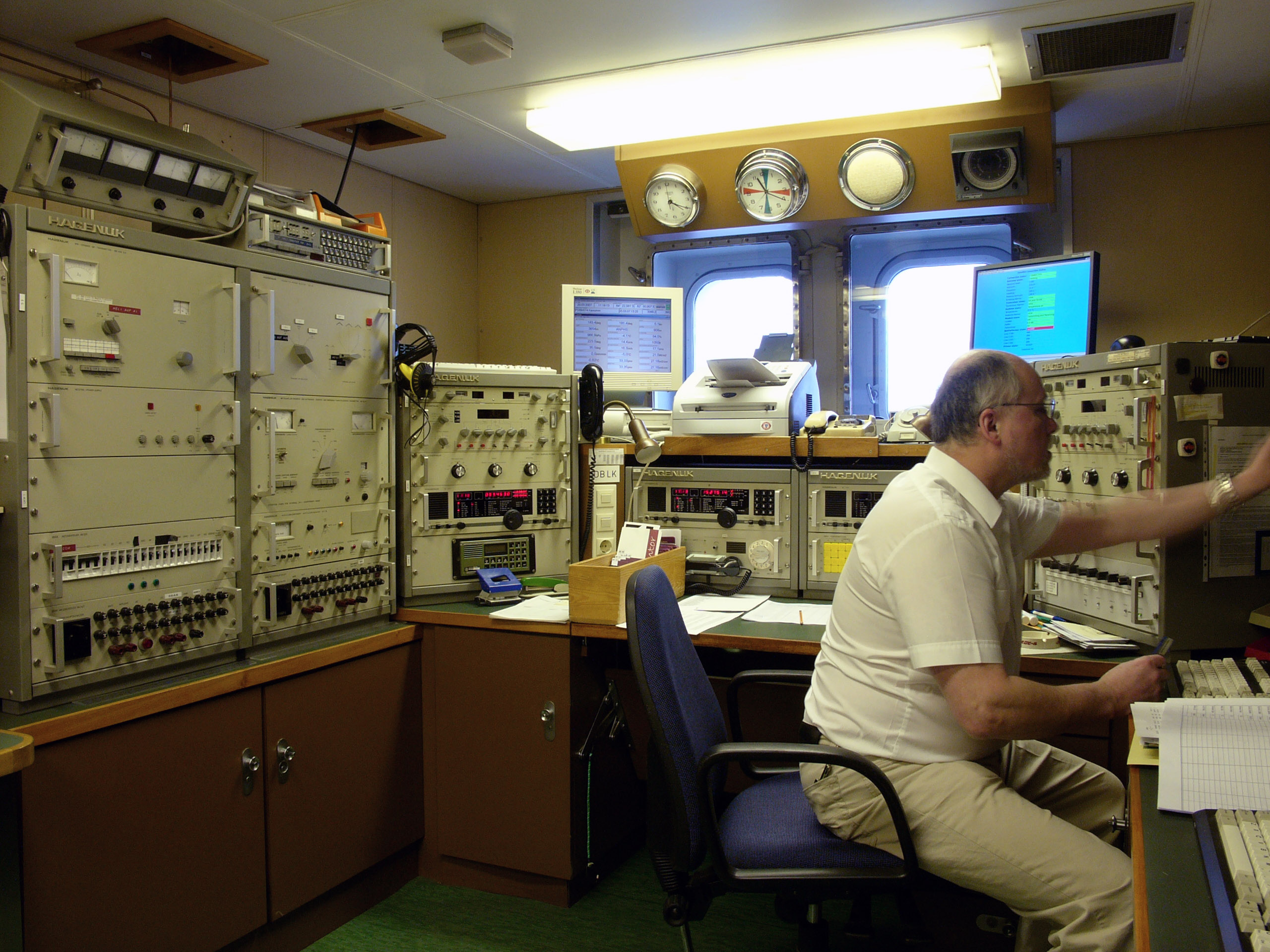
Funkraum auf dem deutschen Forschungsschiff Polarstern

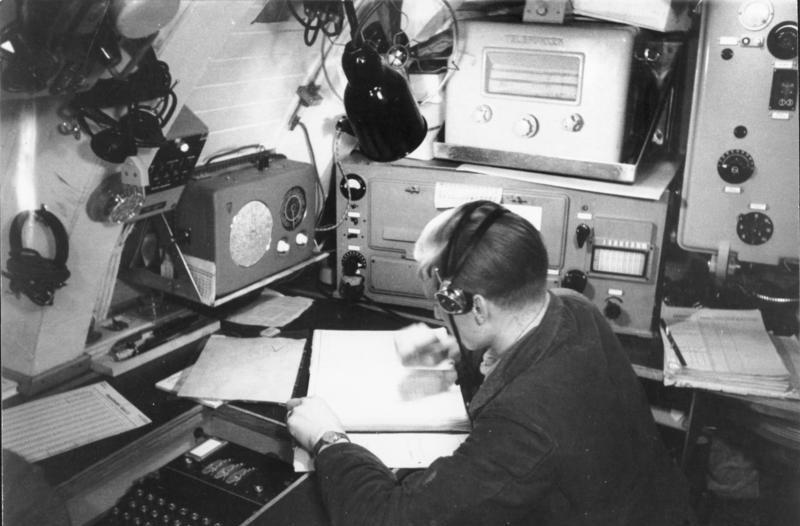
Dieser Funkschapp an Bord des deutschen U-Boots U 124 im Kriegsjahr 1941 war zugleich der Schlüsselraum. Unten links im Bild die Schlüsselmaschine Enigma-M3.

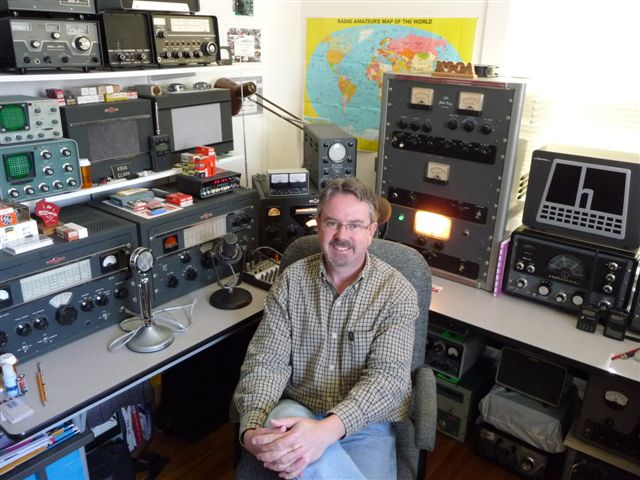
Ham Shack eines Funkamateurs

Ein Funkraum oder eine Funkkabine, speziell an Bord eines Schiffes oder U-Boots auch als Funkschapp (von niederdeutsch Schapp für Schrank) bezeichnet, umgangssprachlich auch als Funkstube oder Funkbude (englisch radio shack oder im Fall eines Funkamateurs auch: ham shack), ist ein Raum zur Unterbringung einer Funkstelle, welche aus einem oder mehreren Sendern und/oder Empfänger(n) oder einem (oder mehreren) Sendeempfängern (Transceivern) besteht, nötigenfalls einschließlich der erforderlichen Zusatzeinrichtungen, wie Netzteilen oder Antennenanpassgeräten, sowie gegebenenfalls weiterer Instrumente, wie Messgeräten, und Computer(n).

## Geschichte
Die englische Bezeichnung radio shack (deutsch „Funkbude“) wurde zu Beginn des 20. Jahrhunderts in der United States Navy verwendet, als die ersten Seefunkstellen in einer Kabine oder einem Holzverschlag, vorzugsweise im Bereich der Kommandobrücke, eingerichtet wurden.